# Globularia stygia
Globularia stygia là một loài thực vật có hoa trong họ Mã đề. Loài này được Orph. mô tả khoa học đầu tiên năm 1859.